# La Resistenza

Vlajka Výboru národního osvobození

Italské hnutí odporu proti fašistickému režimu a německé okupaci, obvykle nazývané italsky La Resistenza, je zastřešující termín pro italské odbojové skupiny, které bojovaly proti německým nacistům a italským fašistům během druhé světové války (1939–1945). Odboj se proslavil a zmohutněl zejména v boji proti Italské sociální republice (1943–1945), zvané též Republika Saló, neboli loutkovému státu, který vytvořil Benito Mussolini poté, co německý vůdce Adolf Hitler nařídil vojenskou okupaci Itálie a Mussoliniho osvobodil ze zajetí. Právě odbojáři Mussoliniho dopadli a popravili. Partyzáni a místní odbojáři osvobodili například města Neapol, Bologna, Parma, Reggio Emilia, Turín, Milán či Janov. Odboj povětšinou vsadil na partyzánský způsob boje. Někdy je jeho konflikt s italskými fašisty označován za italskou občanskou válku. Klíčovou organizací odboje byl Výbor národního osvobození (Comitato di Liberazione Nazionale).

## Skupiny

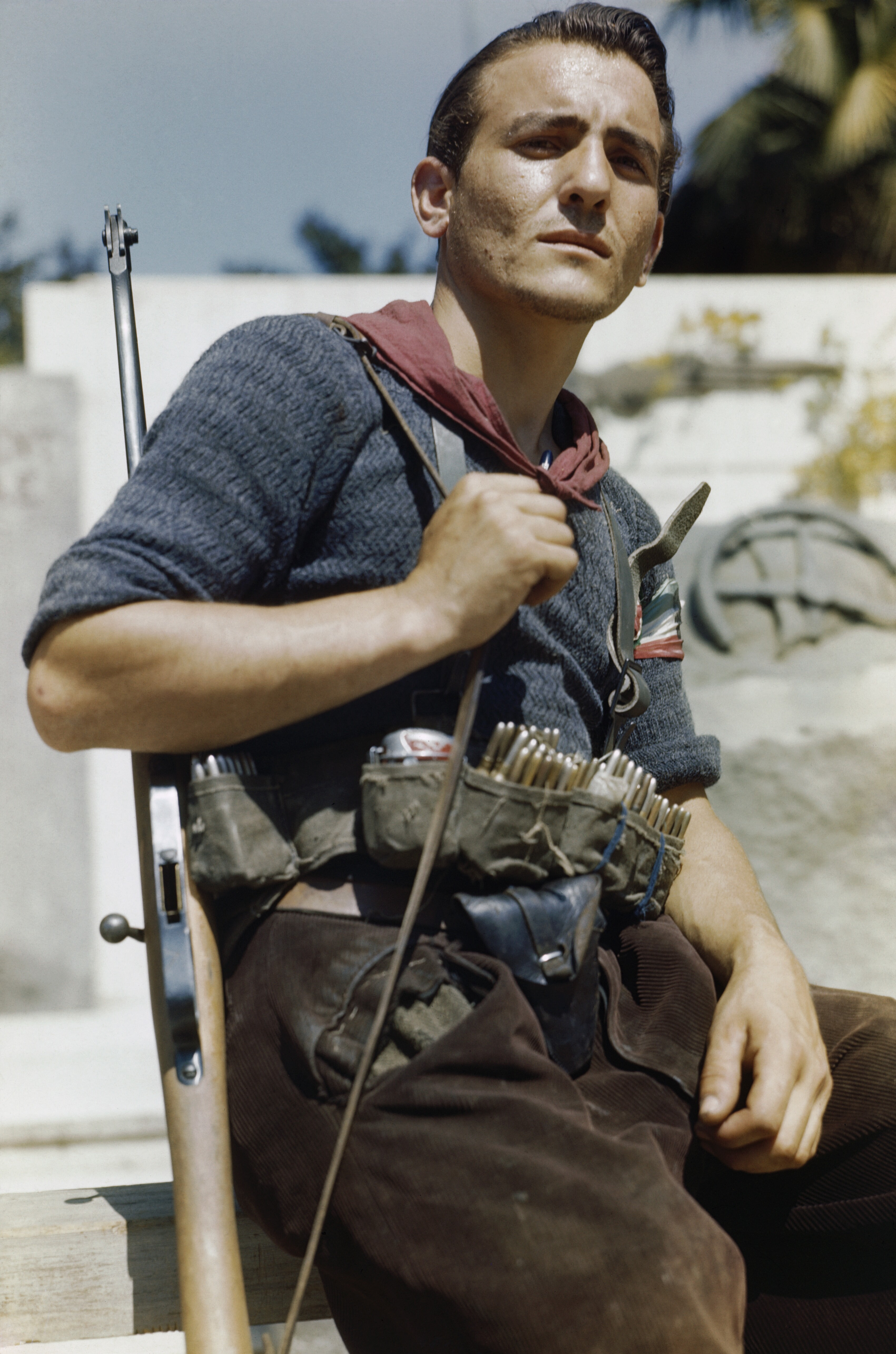
Italský partyzán ve Florencii roku 1944

Výbor národního osvobození zastřešoval různě ideově orientované skupiny - od křesťanských demokratů, přes liberály a sociální demokraty, až po komunisty. Předsedou výboru byl sociální demokrat Ivanoe Bonomi. Síly vedené výborem tvořily tři hlavní brigády - komunistické Garibaldiho brigády, brigády Giustizia e Libertà spojené s liberálně levicovou Partito d'Azione a sociálně demokratické Matteottiho brigády. Menší ozbrojené skupiny řídily křesťanští demokraté. Mimo výbor působily katolicky-monarchistické Brigate Fiamme Verdi (Brigády zeleného plamene) a Fronte Militare Clandestino v čele s plukovníkem Montezemolem. Katolíci byli původně také členy výboru, ale osamostatnili se poté, co Garibaldiho brigády pod velením jugoslávských partyzánů napadly a zabily několik katolických partyzánů v provincii Udine. Další partyzánskou skupinou mimo výbor, zvláště silnou v Piemontu, byli „autonomní“ partyzáni, skládající se převážně z bývalých vojáků bez podstatného spojení s jakoukoli stranou; příkladem byla 1° Gruppo Divisioni Alpine vedená Enrico Martinim. Mimo výbor působili také anarchisté a radikální komunisté (např. turínské hnutí Stella Rossa a římské Movimento Comunista d'Italia), kteří odmítli spolupracovat s „buržoazními stranami“.
Komunistická strana Itálie na základě pokynů z Moskvy umožnila poválečné odzbrojení svých partyzánů a nepokusila se přejít od národního odboje k sociální revoluci, v naději, že jí to pomůže v poválečných volbách. Poměry v odboji nicméně velmi ovlivnily poválečnou italskou politiku, málokterý politik mohl uspět bez odbojových zásluh.
Ne všichni členové hnutí odporu byli Italové; do partyzánských skupin vstoupilo mnoho cizinců, mezi nimi také řada Čechů, kteří dezertovali z protektorátního vojska vyslaného do Itálie jako strážní síly v roce 1944. Z dalších národů to byli Jugoslávci, Rusové, Ukrajinci, Nizozemci, Španělé, Řekové, Poláci a němečtí dezertéři. Naopak tisíce italských partyzánů bojovaly mimo italské území, zejména na Balkáně a v menší míře ve Francii.

## Síla odboje

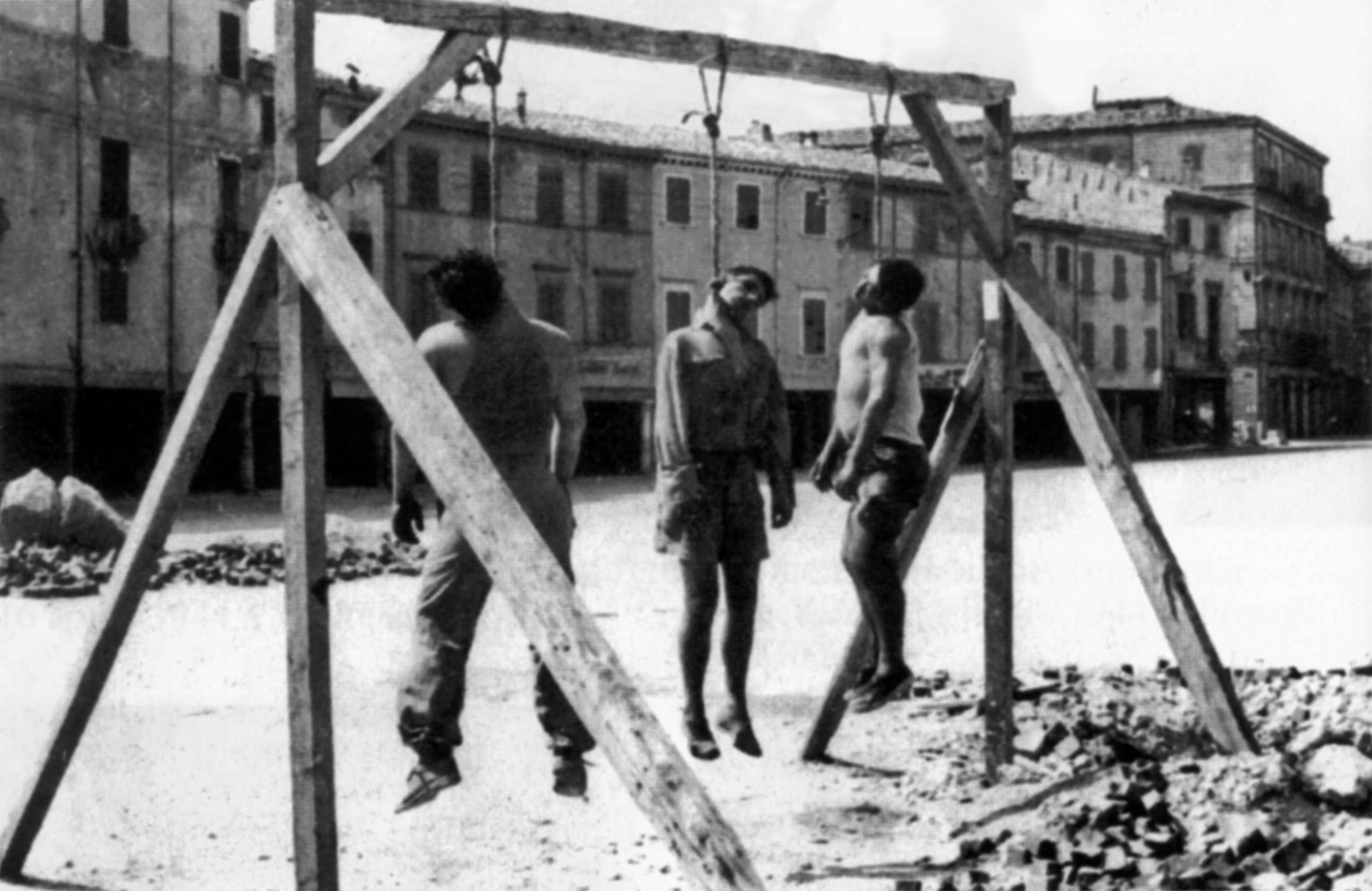
Partyzáni popravení v Rimini

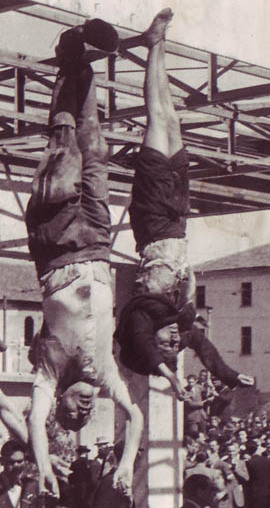
Mussoliniho tělo vystavené na náměstí v Miláně

Partyzánská síla byla na konci května 1944 odhadnuta na 70 000-80 000 bojovníků. Asi 41 % z nich působilo v Garibaldiho brigádách a 29 % byli akcionisté z Giustizia e Libertà. Do srpna 1944 se počet partyzánů zvýšil na 100 000 a během finálního povstání, které Výbor národního osvobození vyhlásil 19. dubna 1945, činil již 250 000 ozbrojenců. Byl doplňován hlavně dezertéry z armády Italské sociální republiky, kteří také setřeli ostré politické kontury odboje. Celkové ztráty odboje se odhadují na 50 000 mrtvých. Nejvíce partyzánů, asi 25 000, operovalo v Piemontu.
Nacisté se pokusili rozdělit obyvatelstvo a partyzány přijetím politiky "zabití 10 Italů za každého Němce zabitého partyzány". Popravení pocházeli z vesnic poblíž místa, kde došlo k partyzánskému útoku. Účinek byl však zcela opačný, obyvatelstvo se tím radikalizovalo a partyzány začalo více podporovat. Podobný účinek měla skutečnost, že okupanti nedokázali zajistit zásoby potravinami, zejména ve městech.
Někdy partyzáni bojovali v součinnosti s postupující americkou armádou.
Úkolem odboje byla též pomoc prchajícím válečným zajatcům, převáděly je hlavně ženy po bývalých pašeráckých stezkách do Švýcarska. Italským Židům pomáhala síť zvaná DELASEM (Delegazione per l'Assistenza degli Emigranti Ebrei), mnoho z jejích členů bylo později ověnčeno izraelským titulem Spravedlivý mezi národy.

## Msta
Spornou otázkou italského odboje byly rychlé popravy mnoha zadržených Němců a fašistů, v rámci tzv. vyrovnávání skóre (resa dei conti). Ministr vnitra Mario Scelba později uvedl počet obětí takových poprav na 732, ale jiné odhady byly mnohem vyšší. Vůdce partyzánů Ferruccio Parri, který po válce krátce sloužil jako předseda vlády, řekl, že byly takto zabity tisíce lidí. Odhady historiků mluví o 12 000 až 26 000 lidí. Někteří partyzáni, jako například pachatelé masakru v Schio, byli po válce souzeni spojeneckým vojenským soudem. Rozsah zabíjení ze msty byl každopádně mnohem vyšší než například ve Francii.